# ون لاج
ون لاج (به انگلیسی: Vaughan Lodge) بازیکن فوتبال زادهٔ ۲۱ دسامبر ۱۸۷۲ اهل کشور انگلستان که سابقهٔ بازی در تیم ملی فوتبال انگلستان را در کارنامهٔ خود دارد. وی در تاریخ ۱۲ مارس ۱۸۹۴ نخستین بازی ملی خود را در مقابل تیم ملی فوتبال ولز انجام داد و با حضور در ۵ بازی ملی، در تاریخ ۴ آوریل ۱۸۹۶ واپسین بازی ملی‌اش را در برابر تیم ملی فوتبال اسکاتلند برگزار کرد.